# Robert Wick
Robert Wick (* 23. Februar 1984 in Suhl, DDR) ist ein ehemaliger deutscher Biathlet.
Robert Wick ist der Sohn des früheren Biathleten Holger Wick und der früheren Skilangläuferin Susann Kuhfittig, sein Bruder ist der ehemalige Skilangläufer Thomas Wick. Er startet für den Verein SCM Zella-Mehlis. Wick begann im Alter von sechs Jahren mit dem Skilanglauf. Mit dreizehn wechselte er zum Biathlon und nahm am Deutschen Schüler-Cup teil. Bei den Europäischen Jugendspielen 2001 in Vuokatti in Finnland belegte er im Sprint und mit der Staffel den dritten Platz.
Im Juniorenbereich erzielte er seine größten Erfolge mit der Silbermedaille im Sprint und der Goldmedaille in der Staffel bei den Weltmeisterschaften 2002 in Ridnaun und im folgenden Jahr im polnischen Kościelisko als Zweiter im Einzel und in der Staffel, im Sprint belegt er dort den vierten Platz. Auch bei den Europameisterschaften 2002 war er neben Michael Rösch, Hansjörg Reuter und Markus Neumaier Mitglied der Silberstaffel.
Sein erster Weltcupstart war in Östersund zu Beginn der Saison 2005/2006, er bestritt sechs Rennen. Ab der Saison 2006/2007 wurde Robert Wick wieder im Europacup eingesetzt, in dem er schon seit 2003 regelmäßig zum Einsatz gekommen war. Dort hatte er etliche Top-Ten-Platzierungen aufzuweisen. Bei den deutschen Meisterschaften 2006 wurde er Meister im Sprint und mit der Staffel, Vizemeister im Verfolgungsrennen und erreichte die Bronzemedaille im Einzelrennen.

## Biathlon-Weltcup-Platzierungen
Die Tabelle zeigt alle Platzierungen (je nach Austragungsjahr einschließlich Olympische Spiele und Weltmeisterschaften).
- 1.–3. Platz: Anzahl der Podiumsplatzierungen
- Top 10: Anzahl der Platzierungen unter den ersten zehn (einschließlich Podium)
- Punkteränge: Anzahl der Platzierungen innerhalb der Punkteränge (einschließlich Podium und Top 10)
- Starts: Anzahl gelaufener Rennen in der jeweiligen Disziplin

| Platzierung                    | Einzel | Sprint | Verfolgung | Massenstart | Staffel | Gesamt |
| ------------------------------ | ------ | ------ | ---------- | ----------- | ------- | ------ |
| 1. Platz                       |        |        |            |             |         |        |
| 2. Platz                       |        |        |            |             |         |        |
| 3. Platz                       |        |        |            |             |         |        |
| Top 10                         |        |        |            |             |         |        |
| Punkteränge                    |        |        |            |             |         |        |
| Starts                         | 1      | 5      |            |             |         | 6      |
| Stand: nach der Saison 2008/09 |        |        |            |             |         |        |